# Anekantavada
Anekāntavāda (Devanágari: अनेकान्तवाद) é uma das mais importantes e fundamentais doutrinas do jainismo. Refere-se aos princípios do pluralismo e da multiplicidade de pontos de vista, em que a verdade e a realidade são entendidos de forma diferente consoante a perspectiva, e que nenhum ponto de vista consegue abranger toda a verdade.
Os jainistas contrapõem todas as tentativas de proclamar a verdade absoluta com adhgajanyāyah, o qual pode ser compreendido com a seguinte parábola dos "cegos e do elefante". Nesta história, cada cego sentia uma parte distinta do elefante (tronco, perna, orelha, etc.). Todos os cegos afirmavam compreender e explicar a verdadeira aparência do elefante, mas só o conseguiam fazer de forma parcial devido às suas perspectivas limitadas. Este princípio pode ser explicado de forma mais formal pela observação dos objectos. Os objectos são infinitos quanto às suas qualidades e formas de existência e, sendo assim, a percepção limitada do ser humano não consegue compreender todos os seus aspectos e formas. De acordo com os Jainistas, apenas os Kevalis — seres omniniscientes, que sabem tudo — conseguem compreender todos os aspectos e formas dos objectos; todos os outros seres apenas são capazes de perceber parcialmente o conhecimento. Assim, nenhum ponto de vista humano pode reclamar para si a verdade absoluta.
A origem da anekāntavāda  remonta aos ensinamentos de Mahavira (599–527 a.C.), o 24º Jainista Tīrthankara. Os conceitos dialéticos de syādvāda "pontos de vista condicionados" e nayavāda "pontos de vista parciais" nascem da anekāntavāda, enriquecendo-a com uma expressão e estruras lógicas mais detalhadas. O conceito Sânscrito an-eka-anta-vāda significa, literalmente, "doutrina de não-exclusividade ou múltiplos pontos de vista (an- "negação/ausência", eka- "um", vada- "ponto de vista")". An-ekānta "incerteza, não exclusividade" é o oposto de ekānta (eka+anta) "exclusividade, incondicionalidade, necessidade" (ou também "doutrina monoteística").
A Anekāntavāda encoraja os seus seguidores a ter em conta as perspectivas e opiniões dos seus opositores. Os proponentes da anekāntavāda aplicam este princípio à religião e à filosofia, nunca se esquecendo que qualquer religião ou filosofia — até o próprio jainismo - que esteja muito presa de forma dogmática aos seus próprios princípios, está a cometer um erro em relação ao seu ponto de vista limitado. O princípio da anekāntavāda também levou Mohandas Karamchand Gandhi a adoptar os princípios de tolerância religiosa, ahiṃsā e satyagraha.

## Visão filosófica
A origem etimológica do termo anekāntavāda vem da combinação de duas palavras sanscritas: anekānta ("multiplicidade" ou "variedade") e vāda ("escola de pensamento"). A palavra anekānta, por sua vez, é uma combinação do prefixo de negação an, eka ("um"), e anta ("atributo"). Deste modo, anekānta significa "not of solitary attribute". A doutrina jainista tem por base uma forte ênfase em ratnatraya (as três pedras preciosas do jainismo: visão, conhecimento e conduta), ou seja, razão e lógica. De acordo com os jainistas, o princípio principal deve ser sempre lógico e nenhum princípio pode ser desprovido de lógica e razão. Assim, os textos jainistas são caracterizados por uma exortação sobre todos os assuntos, sejam eles construtivos ou obstrutivos, inferenciais ou analíticos, instrutivos ou destrutivos.

### Doutrinas jainistas da relatividade
A Anekāntavāda é uma das três doutrinas do jainismo sobre a relatividade utilizada na lógica e na razão. As outras duas são:
- syādvāda — teoria da predicação condicionada;
- nayavāda — teoria dos pontos de vista parciais.[10]

Estes conceitos filosóficos jainistas tiveram uma influência significativa na antiga filosofia indiana, em particular nas áreas do cepticismo e da relatividade.

#### Syādvāda
A Syādvāda é a teoria da predicação condicionada, a qual dá valor a anekānta recomendando que o epíteto Syād seja colocado no início de cada frase ou expressão. Syādvāda não é apenas uma extensão da ontologia de anekānta, mas um sistema separado de lógica capaz de manter por si próprio. A raiz etimológica sânscrita do termo syād é "talvez" ou "possivelmente", mas no contexto de syādvāda, quer dizer "de alguma forma" ou "de uma perspectiva". Como a realidade é complexa, não existe uma única proposição que expresse, de uma forma completa, a realidade. Assim, o termo "syāt" deve ser colocado sempre antes de cada proposição dando-lhe um ponto de vista condicional e, desse modo, retirando qualquer dogmatismo na frase. Como o termo assegura que cada frase ou afirmação é expressa de sete proposições ou pontos de vista condicionais e relativos diferentes, syādvāda é conhecido como saptibhaṅgīnāya ou teoria das sete predicações condicionadas. Estas sete proposições, também conhecidas como saptabhangi, são:
1. syād-asti — em alguns aspectos, é;
2. syād-nāsti — em alguns aspectos, não é;
3. syād-asti-nāsti — em alguns aspectos, é e não é;
4. syād-asti-avaktavyaḥ — em alguns aspectos, é, e é indescritível;
5. syād-nāsti-avaktavyaḥ — em alguns aspectos, não é, e é indescritível;
6. syād-asti-nāsti-avaktavyaḥ — em alguns aspectos, é, não é, e é indescritível;
7. syād-avaktavyaḥ — em alguns aspectos é indescritível;

Cada uma destas sete proposições faz uma análise da natureza complexa e multifacetada da realidade de um determinado, ou relativo, ponto de vista, no tempo, espaço, substância e forma. Ignorar a complexidade da realidade é cometer a falácia do dogmatismo.

#### Nayavāda
Nayavāda é teoria dos pontos de vista ou perspectivas parciais. O termo Nayavāda é uma combinação de duas palavras em sânscrito — naya ("ponto de vista parcial") e vāda ("escola de pensamento"). É utilizada para alcançar uma dada inferência de um determinado ponto de vista. Um objeto é constituído infinitos aspectos, mas quando ele é descrito, na prática apenas se referem aos mais relevantes e ignoram-se os irrelevantes. Esta prática não nega a existência dos outros atributos, qualidades, formas e outras perspectivas; apenas serão irrelevantes de um determinado ponto de vista. Alguns autores, como Natubhai Shah, explicam o conceito de nayavāda com o exemplo de um atomóvel: quando alguém se refere a um "BMW azul", apenas está a considerar a cor e o fabricante. Contudo, aquela afirmação, "BMW azul", não quer dizer que o automóvel não tenha outros atributos como o motor, cilindros, velocidade, preço, entre outros. Esta perspectiva em particular é designada por naya ou ponto de vista parcial. Esta filosofia crítica, nayavāda, defende que todas as discussões filosóficas nascem da confusão de vários pontos de vista, e as perspectivas adaptadas são, embora sem a devida tomada de consciência, "o resultado de objetivos que se tentam alcançar". Operando dentro dos limites da linguagem e apercebendo-se da natureza complexa da realidade, Mahavira utilizou a linguagem dos nayas. Naya, sendo uma expressão parcial da verdade, permite compreender a realidade parte por parte.

### Sincretismo de realidades mutáveis e imutáveis

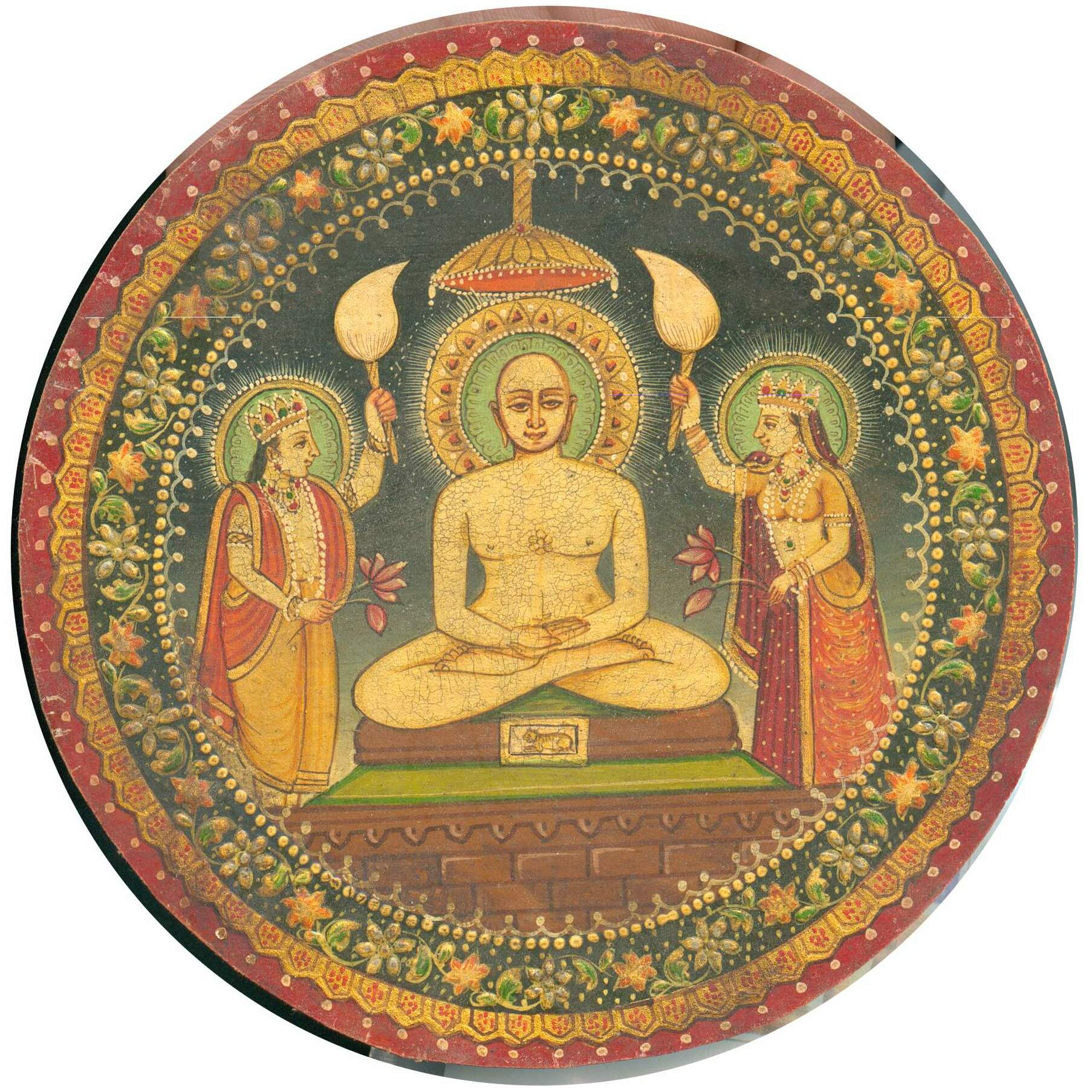
Mahāvīra empregou largamente o termo anekānta para explicar os conceitos da filosofia jainista (pintura de Rajasthan, c. 1900)

A época de Mahāvīra e de Buda foi um período de discussões intelectuais, em particular sobre a natureza da realidade e do eu. O pensamento upanixade postulou a realidade imutável e  absoluta de Brâman e Ātman e defendeu a ideia de que a mudança é uma mera ilusão. A teoria avançada pelos budistas negava a realidade da permanência do fenómeno condicionado, aceitando apenas a interdependência e a não-permanência. De acordo com o esquema conceptual vedāntin (upanixadíco), os budistas estavam errados ao negarem a permanência e o absolutismo; e, de acordo com o esquema conceptual budista, os vedāntinos estavam equivocados ao negarem a realidade da não-permanência. As duas posições eram contraditórias e mutuamente exclusivas dos seus pontos de vista. Os jainistas conseguiram integrar as duas posições intransigentes com a anekāntavāda. De uma perspectiva a um nível mais alto e inclusivo, tornado possível pela ontologia e pela epistemologia da anekāntavāda e da syādvāda, os jainistas não veem aqueles pontos de vista como contraditórios ou mutuamente exclusivos; em vez disso, são vistos como ekantika ou apenas parcialmente verdadeiros. O alargado espaço de visão dos jainistas consegue abarcar ambas as perspectivas Vedānta as quais, de acordo com o janinísmo, "reconhecem a substância mas não o processo", e com o budismo, o qual "reconhece o processo mas não a substância". Por outro lado, o jainismo dá atenção, de igual forma, à substância (dravya) e ao processo (paryaya).
As respostas de Mahāvīra a várias perguntas feitas pelos seus discípulos, e registadas no cânone jainista Vyakhyaprajnapti, demonstra o reconhecimento de que existem muitos e complexos aspectos da verdade e realidade, e que uma abordagem mutuamente exclusiva não pode ser levada a cabo para explicar tal realidade:

Gautama: Senhor! A alma é permanente ou impermanente?
Mahāvīra: A alma é permanente e impermanente. Do ponto de vista da substância, ela é eterna. Do ponto de vista das suas formas, ela passa pelo nascimento, decadência e destruição, e, sendo assim, ela é impermanente.
— Bhagvatisūtra, 7:58–59

Jayanti: Senhor! Destes estados - sonolência ou despertar - qual é o melhor?
Mahāvīra: Para algumas almas, o estado de sonolência é melhor; para algumas almas, o estado de despertar. A sonolência é melhor aqueles que estão envolvidos em atividades pecaminosas e o despertar para aqueles envolvidos em actos meritórios.
— Bhagvatisūtra, 12:53–54
Foram feitas milhares de perguntas, e as respostas de Mahāvīra apontam para uma realidade complexa e multifacetada, com cada resposta a ser dada de um determinado ponto de vista. De acordo com o jainismo, até uma Tīrthankara, que possui, e compreende, um conhecimento infinito, não consegue expressar a realidade de forma completa por causa dos limites da linguagem, a qual é uma criação humana.
Este sincretismo filosófico de paradoxo da mudança através da anekānta, tem sido reconhecido por estudiosos modernos como Arvind Sharma, que escreveu:

A nossa experiência do mundo apresenta um profundo paradoxo o qual podemos ignorar existencialmente, mas não filosoficamente. Este paradoxo é o paradoxo da mudança. Algo - A - muda e, sendo assim, não pode ser permanente. Por outro lado, se A não é permanente, então o que muda? Nesta discussão entre "permanência" e "mudança", o hinduísmo parece mais inclinado a compreender a primeira parte do dilema e o budismo a segunda. É o jainismo que tem a coragem filosófica para compreender ambas as partes da discussão, em simultâneo, e a capacidade filosófica para as separar e distinguir.
No entanto, anekāntavāda não é somente acerca de sincretismo ou compromisso entre ideias concorrentes, mas também sobre a descoberta dos elementos escondidos da verdade partilhada entre aquelas ideias.  A Anekāntavāda não é negar a verdade; na realidade, a verdade é reconhecida como o objectivo espiritual principal. Para o comum do cidadão, é um objectivo ilusório mas, no entanto, ele é obrigado a esforçar-se para o obter. Anekāntavāda não significa comprometer ou colocar de lado os valores ou princípios de cada um. Pelo contrário, permite compreender e ser tolerante com pontos de vista diferentes, conflituosos, mantendo, ao mesmo tempo, a validade das nossas próprias perspectivas, opiniões. Por isso, John Koller designa a anekāntavāda como "respeito epistemológico dos pontos de vista dos outros". Assim, a Anekāntavāda não evitou que os pensadores jainistas defendessem a validade e a verdade da sua própria doutrina ao mesmo tempo que respeitavam, e compreendiam, as doutrinas rivais. Anne Vallely salienta que o respeito epistemológico pelas opiniões dos outros foi posto em prática quando ela foi convidada por Ācārya Tulsi, o líder da ordem Terāpanthī, para ensinar aos sadhvis os princípios do Cristianismo. Comentando sobre a sua adesão à ahiṃsā e à anekāntavāda, referiu:

Os jainistas samaṇīs de Ladnu mantêm intransigentemente a ahiṃsā como uma imutável e eterna lei moral. Outros pontos de vista e crenças que contradigam esta crença, certamente seriam postos em causa e, no fim, rejeitados. Mas o que é significativo é que tanto a rejeição, como a conservação de perspectivas, é temperada pela crença de que a nossa percepção apenas transmite uma parte da realidade; que a própria realidade é múltipla; e que aceitar que um ponto de vista em particular é definitivo, é manter uma visão limitada da realidade.
A Anekāntavāda também é distinta do relativismo moral. Tal não quer dizer que se aceite que todos os argumentos e todas as perspectivas são iguais, mas antes que a lógica e a evidência determinam que pontos de vista são verdadeiros. Quando empregava a anekāntavāda, o monge filósofo do século XVII, Yaśovijaya Gaṇi, era cauteloso em relação à anābhigrahika (todas as perspectivas eram aceites como verdadeira), o que é um género de relativismo mal interpretado ou compreendido. Assi, os jainistas consideram a anekāntavāda como um conceito positivo que corresponde ao pluralismo religioso e que transcende o monismo e o dualismo, estando implicita uma concepção sofisticada de uma realidade complexa. Não envolve apenas a rejeição de partidarismo, mas reflecte um espírito positivo de reconciliação de pontos de vista opostos. Contudo, é defendido que o pluralismo, por muitas vezes, acaba por degenerar em alguma forma de relativismo moral ou exclusivismo religioso. De acordo com Anne Vallely, a anekānta  é uma saída desta problemática epistemológica, pois torna possível um ponto de vista genuinamente pluralista sem cair num relativismo moral ou exclusivo extremos.

### Parábola dos homens cegos e do elefante

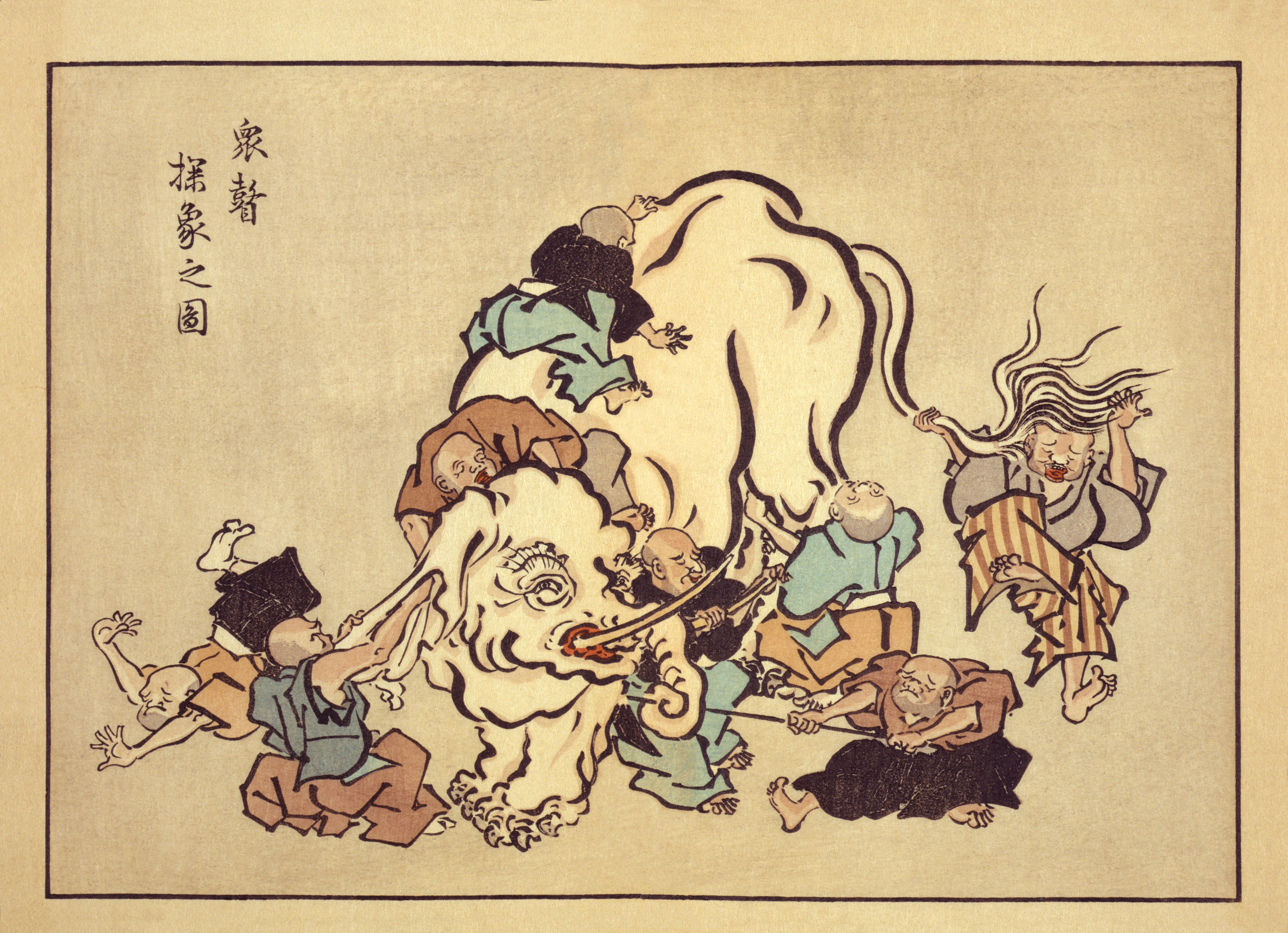
Monges cegos a examinarem um elefante, uma ukiyo-e impressa de 1888, de Hanabusa Itchō

Os antigos textos jainistas costumam explicar os conceitos daanekāntvāda e syādvāda através da parábola dos homens cegos e do elefante (Andhgajanyāyah), que aborda natureza múltipla da verdade.
Um grupo de homens cegos soube que um estranho animal, chamado elefante, tinha sido levado até à cidade, mas nenhum deles conhecia a sua forma. Cheios de curiosidade, disseram: "Temos que o examinar através do toque". Assim, foram à sua procura, e quando o encontraram começaram a tocar-lhe. O primeiro deles, cuja mão tocou no tronco, disse:  "Este ser é como um tubo de drenagem". Para outro dos cegos, que tocou na orelha do elefante, pareceu-lhe um tipo de leque. Um outro, que mexeu nas pernas, afirmou: "A forma do elefante parece um pilar". E aquele que colocou a sua mão no seu dorso, disse: "De facto, este elefante parece um trono". Como se pode ver, cada um deste homens percepcionou um aspecto verdadeiro ao examinar o elefante. Nenhum deles ficou longe da verdadeira descrição do animal. No entanto, eles ficaram aquém de perceber plenamente a verdadeira aparência do elefante.
Duas das muito referências a esta parábola podem ser encontradas em Tattvarthaslokavatika de Vidyanandi (século IX) e Syādvādamanjari de Ācārya Mallisena (século XIII). Mallisena usa a parábola para alegar que as pessoas inexperientes negam vários aspectos da verdade; iludidos pelos aspectos que compreendem, negam aqueles que não compreendem. "Devido à enorme ilusão produzida por um ponto de vista parcial, os inexperientes negam um aspecto e tentam afirmar outro. Esta é a máxima que dos homens cegos e do elefante." Mallisena também refere a parábola quando destaca a importância de se considerar todas as perspectivas para obter uma imagem completa da realidade. "É impossível compreender capazmente uma entidade constituída por infinitas propriedades, sem elaborar uma descrição que consista de todos os pontos de vista, pois, de outra forma, seremos levados a uma situação em que temos apenas uma parte daquela entidade (i.e., um conhecimento superficial e inadequado), como na máxima dos cegos e do elefante."

## História e desenvolvimento
O princípio da anekāntavāda é a base da origem de muitos conceitos filosóficos jainistas. O desenvolvimento da anekāntavāda também motivou o desenvolvimento das dialécticas da syādvāda (pontos de vista condicionados), saptibhaṅgī (as sete afirmações condicionadas), e nayavāda (pontos de vista parciais).

### Origens
As origens daanekāntavāda vêm dos ensinamentos de Mahāvīra, o qual a utilizou de forma eficaz para demonstrar a relatividade da verdade e da realidade. Tomando um ponto de vista relativista, diz-se que Mahāvīra terá explicado a natureza da alma simultaneamente permanente - do ponto de vista da substância inerente -, e temporária - do ponto de vista das duas formas e variedades. A importância e antiguidade da anekāntavāda são, também, demonstradas pelo facto de que ela formou o contexto Astinasti Pravāda, a quarta parte da desaparecida Purva, que continha os ensinamentos Tīrthaṇkaras, anterior à Mahāvīra. O indólogo alemão Hermann Jacobi acredita que a Mahāvīra utilizou, eficazmente, as dialécticas da anekāntavāda para refutar o agnosticismo de Sañjaya Belaṭṭhaputta. O Sutrakritanga, o segundocânone mais antigo do Jainísmo, contém as primeiras referências à syādvāda e saptibhaṅgī. Segundo o Sūtrakritanga, Mahāvīra aconselhou os seus discípulos a utilizar a syādvāda para transmitir os seus ensinamentos:

Um monge que viva sozinho não deve ridicularizar as doutrinas heréticas, e deve evitar a utilização de palavras fortes embora elas possam ser verdadeiras; não deve ser vaidoso, nem fanfarrão, mas deve, sem qualquer embaraço e paixão pregar a Lei. Um monge deve ser humilde, mesmo que seja corajoso; deve expor a syādvāda, deve utilizar os dois tipos de discurso permitidos, vivendo entre homens virtuosos, imparciais e sábios— Sūtrakritānga, 14:21–22